# Гацалов, Хаджимурат Харумович
Хаджимура́т Хару́мович Гаца́лов (род. 20 сентября 1954 года, село Чикола, Ирафский район, Северо-Осетинская АССР, СССР) — российский религиозный и общественный деятель, муфтий, председатель Духовного управления мусульман Республики Северная Осетия-Алания.

## Биография
Родился 20 сентября 1954 года в селе Чикола Ирафского района Северо-Осетинской АССР (Северной Осетии) в мусульманской семье. По национальности осетин-дигорец.
В 1977 году окончил факультет механизации Горского сельскохозяйственного института.
В 1979—1980 годах проходил срочную службу в рядах Советской Армии.
Работал на различных должностях в системе народного хозяйства — начальником Специализированной передвижной механической колонны (СПМК), управляющим треста «Орджспецстрой», заместителем министра строительства, министра здравоохранения, министра по чрезвычайным ситуациям Северной Осетии[когда?].
В 2009—2010 годах — заместитель муфтия Республики Северной Осетии-Алания.
С 14 июля 2010 года по март 2011 года — исполняющий обязанности председателя Духовного управления мусульман Республики Северная Осетия-Алания.
17 марта 2011 года избран председателем (муфтием) Духовного управления мусульман Республики Северная Осетия-Алания. 16 марта 2016 года единогласно переизбран на второй срок.
С 2012 года — сопредседатель Совета муфтиев России. Сопредседатель Координационного центра мусульман Северного Кавказа. Член Группы стратегического видения «Россия — исламский мир».
Член Общественной палаты Республики Северной Осетии-Алания. Член Совета комиссии по помилованиям Республики Северной Осетии-Алания. Член Общественного совета Министерства по делам национальностей Республики Северной Осетии-Алания. Член Координационного совета управления юстиции РФ по Республики Северной Осетии-Алания. Член Общественного совета Следственного комитета РФ по Республики Северной Осетии-Алания.
Автор книги «Россия и ислам: на острие атаки», изданной Кавказским геополитическим клубом в марте 2016 г.

### Религиозная деятельность
Хаджимурат Гацалов стал во главе мусульманской уммы Северной Осетии после скандала, произошедшего вокруг интервью муфтия республики Сергея (Али-хаджи) Евтеева 2 мая 2010 года, в котором тот рассказал о своей солидарности с северокавказскими боевиками, а также ученичестве у лидеров кабардино-балкарских террористов, подготовку в лагере Хаттаба. Однако в отличие от своего предшественника Гацалов стал проводить курс на противодействие религиозному экстремизму среди мусульман Северной Осетии.
25 мая 2013 года во Владикавказе по инициативе муфтия Гацалова имамы 29 мусульманских общин Северной Осетии приняли фетву о неприменимости к Северной Осетии термина «дар аль-харб» («территория войны»).
Гацалов стал одним из первых в России из муфтиев, кто открыто осудил практику отъезда российских мусульман участия в боевых действиях в Сирии, как и недопустимость участия в военных операциях на стороне ИГИЛ. Кроме того 24 августа 2015 года на конференции «ИГИЛ на весах шариата» в Моздоке Религиозным советом мусульман Северной Осетии с его подач была выработана и принята фетва, в которой было обозначено, что так называемое «Исламское государство» «не является праведным исламским халифатом», а стоящий во главе него Абу Бакр аль-Багдади — не является халифом мусульман. Среди прочего в документе отмечается: «Никому не дозволено присягать на верность ИГИЛ, отправляться туда или поддерживать их каким-либо образом».
Активно выступает с идеей «соработничества мусульман и православных».
При муфтии Гацалове с июля 2014 года Духовное управление мусульман Республики Северная Осетия-Алания стало выпускать газету «Осетия. Голос ислама» на русском языке.

### Политическая деятельность
На прошедшем 18 марта 2014 года во Владикавказе митинге поддержал аннексию Крыма Россией. Оказывал помощь беженцам из Донбасса и Сирии, размещённым в Северной Осетии. Выступает сторонником идеи воссоединения осетинского народа путём объединения Южной и Северной Осетии в составе России.
В 2022 году поддержал вторжение России на Украину. В июле 2022 года, как «поддержавший агрессию России против Украины», был внесён ФБК в список разжигателей войны состоящий из лиц которые «используют свои религиозные организации для пропаганды агрессии и массового убийства», с предложением введения против него международных санкций.

## Награды
- Орден «Дружба» (23 ноября 2019 года, Азербайджан) — за плодотворную деятельность в области укрепления дружественных связей между народами Азербайджана и России[21].
- Почётная грамота Президента Российской Федерации (8 сентября 2023 года) — за большой вклад в гармонизацию межрелигиозных и межнациональных отношений[22].
- Благодарность Президента Российской Федерации (8 августа 2022 года) — за вклад в укрепление законности и активную общественную деятельность[23]

## Отзывы
Религиовед и исламовед Р. Р. Сулейманов отмечал, что в 2014 году после провозглашения «исламского халифата» на территории Сирии и Ирака из российских мусульманских деятелей свою осуждающую и разоблачающую позицию по этому образованию первым высказался именно Хаджимурат Гацалов.
Религиовед и исламовед Р. А. Силантьев отмечает, что «ДУМ Республики Северная Осетия-Алания отличается повышенной публичной активностью, чему немало способствует тот факт, что его председатель муфтий Хаджимурат Гацалов является сопредседателем Совета муфтиев России».
Политолог К. Г. Дзугаев считает, что за поддержку воссоединения Южной Осетии с Северной Осетией в составе Россией муфтий Гацалов фактически «поставил себя в число духовных лидеров объединительного процесса».
По итогам проведённого в 2013 году исламским порталом «Ансар.ру» интернет-голосования ДУМ Республики Северная Осетия-Алания под руководством муфтия Хаджимурата Гацалова был признан самой активной мусульманской общиной России (в том году североосетинские мусульмане провели более 140 мероприятий политической, общественной, социальной, спортивной, обучающей и развлекательной направленности).

## Публикации
книги
- Гацалов Х. Х. Россия и ислам: на острие атаки / Под ред. Я. А. Амелина / Кавказский геополитический клуб. — Пушкино: Центр стратегической конъюнктуры, 2016. — 300 с. — 500 экз. — ISBN 978-5-9907792-3-5.

статьи
- Гацалов Х. Х. Грузино-осетинские отношения в аспекте российской дипломатии // Regnum. — 12.07.2013.
- Гацалов Х. Х. Большой Кавказ после войны: реальность и перспективы // Regnum. — 08.10.2013.
- Гацалов Х. Х. Крым возвращается! Готовы ли мы? // Regnum. — 14.03.2014.
- Гацалов Х. Х. Следующая стадия — тотальное давление на религию // Русская народная линия. — 21.02.2015. Архивировано 23 сентября 2016 года.

## Интервью
- Амелина Я. А. Хаджимурат Гацалов: «Нам надо повернуться к Богу» // Кавказский геополитический клуб. — 10.06.2016.
- Евдокимова Е. Мишень № 1. Осетинский муфтий об убийствах духовников, Украине и Грузии // Аргументы и факты — Северный Кавказ. — 27.08.2014. — № 35.
- Инсанова А. Хаджимурат Гацалов: «Мы не должны упустить исторического шанса, представленного нам Божьей милостью» // Мусульманский мир. — 2014. — № 2. — С. 91—99.
- Мономенова М. Бастион Юг // Русская народная линия. — 18.02.2014.
- Тер-Саакян К. Хаджимурат Гацалов: Кавказ и Россия, их исторический союз всегда выгоден всем участникам этого добрососедства // PanARMENIAN.Net. — 08.11.2013.